# Unión Militar Democrática
La Unión Militar Democrática (UMD) va ser una organització militar clandestina espanyola, fundada al final del franquisme, per tres comandants i nou capitans de diverses Armes amb l'objectiu de democratitzar les Forces Armades espanyoles.

## Antecedents remots
El moviment venia gestant-se, encara que tímidament i d'una manera una miqueta informal, entre els professors i alumnes d'una acadèmia de preparació per a l'ingrés a l'Acadèmia General Militar. És en aquesta acadèmia, paradoxalment subvencionada pel Frente de Juventudes, dirigida pel capità Luis Pinilla, fill del defensor franquista de la caserna de Simancas de Gijón i on també col·laborava el sacerdot Sebastián Llanos, que molts anys després es faria famós per la seva lluita en el barri marginal madrileny del Pozo del Tío Raimundo, on es constituí una organització anomenada Forja. L'objectiu de Forja era aconseguir la perfecció moral i humana, i millorar la professionalitat dels militars. No obstant això, el ferri control exercit sobre les Forces Armades, un dels pilars fonamentals de la dictadura franquista, impedeix que l'assumpte, durant molt de temps, no passés del foment d'una visió crítica i una actitud de conscienciació en els alumnes, futurs oficials de l'Exèrcit.

## Els prolegòmens
El 25 d'abril de 1974 es produeix a Portugal la coneguda com a Revolució dels clavells, protagonitzada per un grup d'oficials joves, capitans en la seva majoria, demostrant que, a pesar de l'existència d'una dictadura, havia estat possible organitzar un moviment democràtic en el si de les Forces Armades. Això impulsà l'agost de 1974 un grup d'oficials espanyols dels tres exèrcits, encara que són majoria els de Terra, en la seva majoria d'idees conservadores però moderades i contraris a la dictadura, a crear una organització capaç de retornar la llibertat al poble sense recórrer a la violència, tasca gens fàcil. Dos d'aquests oficials, els comandants Luis Otero i Juli Busquets Bragulat, viatgen a Portugal per rebre informació de primera mà dels militars portuguesos. Per altra banda, també contacten amb polítics de l'oposició espanyola, entre els quals el dirigent socialista català Joan Reventós i l'exministre de Franco Joaquín Ruiz-Giménez Cortés.

## Fundació i desarticulació
En aquest punt i després de múltiples contactes, duts a terme amb la màxima discreció, arribà el moment d'actuar. La intenció de la UMD no era, ni de bon tros, la de donar cap mena de cop d'Estat que impliqués un conflicte bèl·lic, conflicte que en cap cas volien i pel qual, per altra banda, no comptaven ni amb els mitjans ni amb l'experiència dels militars portuguesos foguejats en la guerra colonial. Allò que perseguien era aconseguir el major nombre possible d'adeptes per -en paraules d'un dels fundadors-, "assajar un pronunciament negatiu en comptes d'un pronunciament actiu: mullar la pólvora d'aquell exèrcit blau".
El text de l'ideari fundacional, elaborat pels tres comandants i nou capitans fundadors, va ser aprovat a Barcelona en una reunió celebrada el dia 1 de setembre de 1974. En aquesta reunió també es va triar el nom i les sigles de l'organització, així com una Junta Directiva formada per quatre capitans, un per cada Arma.
En aquest ideari es fixaven els objectius de l'organització, tant en l'aspecte civil com militar. Quant al civils, es proposava el següent: 
- Convocar una assemblea constituent que elaboraria una Constitució homologable a la de la resta de països occidentals europeus.
- Restabliment de les llibertats democràtiques i dels drets humans.
- Lluita contra la corrupció.
- Reformes socioeconòmiques per la millora de les condicions de vida.

Respecte al militar, els punts principals eren: 
- Reforma de la Justícia Militar.
- Reforma de la Llei del Servei Militar.
- Reorganització dels tres exèrcits.

No obstant això, una organització com la UMD, que significava un greu perill per a la dictadura, no podia passar distreta en el si d'un exèrcit on eren majoria els militars contraris al seu ideari i en el qual, el simple fet que un militar cursés estudis a la Universitat o hi donés una conferència, el feia sospitós. Per això, quan els comandaments franquistes van tenir coneixement de la seva existència, van actuar de forma ràpida i contundent i l'estiu de 1975 van ser detinguts els principals dirigents de l'organització, que en aquell moment es calcula comptava amb uns 200 membres, tot i que la xifra exacta mai es va conèixer pel temor de molts a reconèixer-hi la seva militància, encara un cop restablerta la democràcia a Espanya.
El 8 de març de 1976 es va iniciar el judici en l'aquarterament d'Hoyo de Manzanares (Madrid) contra nou detinguts que, en conjunt, van ser condemnats a 43 anys de presó; i en el cas de set d'ells, a la pena accessòria d'expulsió de l'Exèrcit. En els dies següents al judici van seguir els registres i detencions en diverses províncies, amb l'objecte de paralitzar i acoquinar als militars compromesos i als qui haguessin tingut la temptació de comprometre's.

## Epíleg
Encara que la UMD mai va arribar a estendre's com els seus promotors haguessin volgut, sí va aconseguir despertar les consciències de molts militars, alguns de molt alta graduació, i el seu ideari va impregnar, en certa manera, especialment al sector més jove de les Forces Armades, que no havia participat en la Guerra Civil. Així es promovia que l'exèrcit espanyol es transformés en el que ha de ser un exèrcit d'un país democràtic. Malgrat tot hi va haver l'intent colpista de Tejero, Milans del Bosch i Armada.
No obstant això, encara que les condemnes de presó pràcticament no es van complir per l'amnistia concedida a l'accedir al tron el rei Joan Carles I, els militars castigats amb la pèrdua de la seva carrera no van poder recuperar-la i hagueren de sofrir encara l'amargor de veure com tampoc la Llei d'Amnistia 46/77 de 15 d'octubre solucionava el seu problema. El temor als intents involucionistes, el conegut soroll de sabres de la Transició, va pesar en l'ànim dels governs de la UCD i fins i tot en el següent del PSOE, per impedir la volta a les casernes dels úmedos com despectivament els anomenaven els militars més reaccionaris, i van haver d'esperar fins al 1986 perquè, per fi, se'ls restituís la seva ocupació.